# Margarete Neumann
Margarete Neumann (Pyrzyce, 19 de febrero de 1917-Rostock, 4 de marzo de 2002) fue una escritora y poeta alemana, madre de la escultora Dorothee Rätsch y del escritor Gert Neumann.

## Vida
Estudió en un seminario social-pedagógico en Königsberg y trabajó como asistente social en Lidzbark Warmiński hasta 1945. Después de huir de Polonia trabajó como Neubäuerin en Mecklenburg y como soldadora en Halle. Desde 1952 vivió como escritora independiente en Hohen Neuendorf, y desde 1961 en Nuevo Brandeburgo. Se consideraba una representante del socialismo real en la República Democrática Alemana.
Después de la reunificación de Alemania residió en Susa entre los años 1991 y 2001. Falleció víctima del cáncer el 4 de marzo de 2002; su tumba se encuentra en Mallin.

## Obra
- Der Weg über den Acker (1955)
- Lene Bastians Geschichte (1956)
- Der lange Weg (1958)
- Brot auf hölzerner Schale (1959)
- Elisabeth (1960)
- Rumpelstilzchen (1960)
- Das Aprikosenbäumchen (1960)
- Der Wunderbaum (1960)
- Der Spiegel (1962)
- Der Totengräber (1963)
- ... und sie liebten sich doch (1966)
- Die Liebenden (1970)
- Der grüne Salon (1972)
- Magda Adomeit (1985)
- Dies ist mein Leben ... (1987)
- Nach einem sehr langen Winter. Ausgewählte Erzählungen 1956-1987 (1989)
- Der Geistkämpfer. 2 Novellen um Barlach (1990)
- Da Abend und Morgen einander berühren Die Webers und die Adomeits. Ein Roman (1990)

## Premios
- Premio Heinrich Mann (1957)[3]
- Premio Fritz Reuter (1962)